# Liste hannoverscher Hoflieferanten

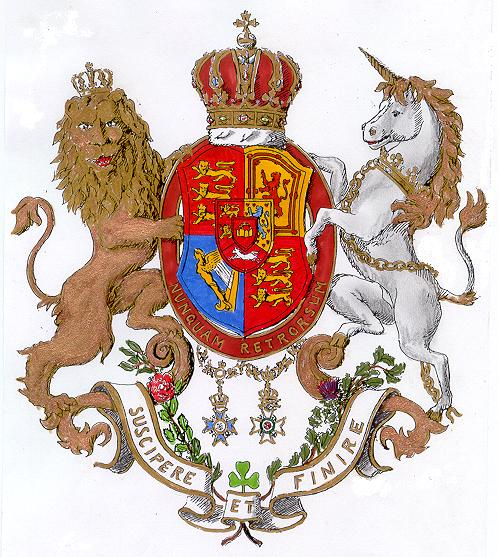
Die hannoverschen Hoflieferanten durften das königliche Wappen im Schilde führen

Im Königreich Hannover wurde ein Unternehmen oder dessen Inhaber vom Monarchen für seine Verdienste und auf Grund der hohen Qualität der Produkte mit dem Titel Königlicher Hoflieferant geehrt.
Die königlich-hannoverschen Hoftitel erloschen mit der Annexion Hannovers an Preußen im Jahre 1866. 

## Königlich hannoversche Hoflieferanten
Die unvollständige Liste unten der offiziellen Hof-Titelträger ist nach Nachnamen aufgestellt:
- Ernst August Abich, Calenbergerstraße 6, Hof-Rustmeister
- Georg Backhaus, Marktstr. 45, 45p, Hof-Knochenbauer
- Ludwig Baumgarten, Brandstr. 29b, Hof-Baupolierer
- Georg Bayer, Herrenhausen, Hof-Garten-Insp., Vorst.des großen Gartens
- Ludwig (Wilh.) Becker, Dammstr. 9, Hof-Optiker
- Franz Beckmann, Burgstr. 4, Hof-Lieferant, Hof-Klemptner
- Franz Beckmann, Meterstr. 26, Hof-Lieferant
- Hermann (Ferd.) Benzinger, Langestr. 35, Hof-Schornsteinfeger
- Kossmann Berend, Calenbergerstr. 3, Hof-Agent, Associe
- Karl Bleyert, Gr. Duvenstr. 4II, Hof-Instrumentenm. u. Stimmer
- Johann Maria Farina, Eau de Cologne, 1846 Hoflieferant SM König Ernst August
- Julius Giere, Steindrucker
- Ferdinand Liebsch, Photograph
- Eugen Lülves, Bahnhofstrasse 13p, Photograph
- F. J. Seeger, Tee
- Carl Hahne, Papierfabrikant, Siegellackhersteller und Kunsthändler
- Hnr. Dierks, Georgstrasse 23, Hofmöbeltischler
- Ad Georg Ferd. Lohmann, Georgstrasse 23II, MedizMedizinalrath, Hofmedikus
- Mohr & Speyer, Georgstrasse 28, Hoflieferant
- Daniel Heinemann, Georgstrasse 28, Hoflieferant
- Julian Haase, Am Graben 8p, Hofsilbermst.
- Eduart Wenzel, Andert. Wiese 16, Hofpianist
- Wilhelm Rümann, Andert. Wiese 47l, Hof-Bau-Tischler
- Louis Nicolai, Augustenstrasse 4p, Hof-Dek.-Maler
- Marie Koch, Bergstrasse 1II, Hof-Stickerin